# (500587) 2012 UX95
(500587) 2012 UX95 es un asteroide perteneciente al cinturón de asteroides descubierto el 16 de septiembre de 2012 por el equipo del Mount Lemmon Survey desde el Observatorio del Monte Lemmon, Arizona, Estados Unidos.

## Designación y nombre
Designado provisionalmente como 2012 UX95.

## Características orbitales
2012 UX95 está situado a una distancia media del Sol de 3,160 ua, pudiendo alejarse hasta 3,385 ua y acercarse hasta 2,934 ua. Su excentricidad es 0,071 y la inclinación orbital 9,151 grados. Emplea 2051,87 días en completar una órbita alrededor del Sol.

## Características físicas
La magnitud absoluta de 2012 UX95 es 16,7. 